# Мюррей, Патти
Патриция «Пэтти» Мюррей (англ. Patricia «Patti» Murray; род. 11 октября 1950) — американский политик, сенатор США от штата Вашингтон, член Демократической партии. С 3 января 2023 по 3 января 2025 года занимала должность Временного президента Сената США.

## Биография
В 1972 году окончила Университет штата Вашингтон и работала преподавателем. В течение нескольких лет Мюррей работала воспитателем в дошкольном учреждении, а затем с 1984 по 1987 год вела занятия по воспитанию детей в местном колледже Шорлайн.
Во время кампаний называла себя «мамочкой в кедах», была избрана в Сенат Вашингтона в 1989 году и в Сенат США в 1992 году. Переизбралась в 1998 и 2004 годах.
Патриция замужем за Робом Мюрреем, у пары двое взрослых детей.